# Luigi Rovati
Luigi Rovati (Cinisello Balsamo, 24 novembre 1904 – Locarno, 28 gennaio 1989) è stato un pugile italiano, medaglia d'argento, nei pesi massimi, ai Giochi olimpici di Los Angeles 1932.

## Biografia

### Carriera dilettantistica
Ottimo dilettante, vestì più volte la maglia azzurra nel corso del 1931 e, grazie a tali prestazioni, fu selezionato per rappresentare l'Italia tra i pesi massimi alle Olimpiadi di Los Angeles 1932.
Rovati compì l'impresa di battere, in semifinale, il pugile di casa statunitense Frederick Feary, ai punti. In finale tuttavia dovette cedere ai punti all'argentino Santiago Lovell ma conquistò la medaglia d'argento .

### Carriera da professionista
Rovati passò professionista solo nel 1935, a trentuno anni, combattendo a torso nudo soltanto due match, entrambi vittoriosi. Il primo nell'anno di esordio, contro Primo Brunelli e il secondo due anni dopo, contro Giuseppe Lapini. Erano entrambi avversari abbastanza modesti che Rovati superò ai punti in otto riprese. 

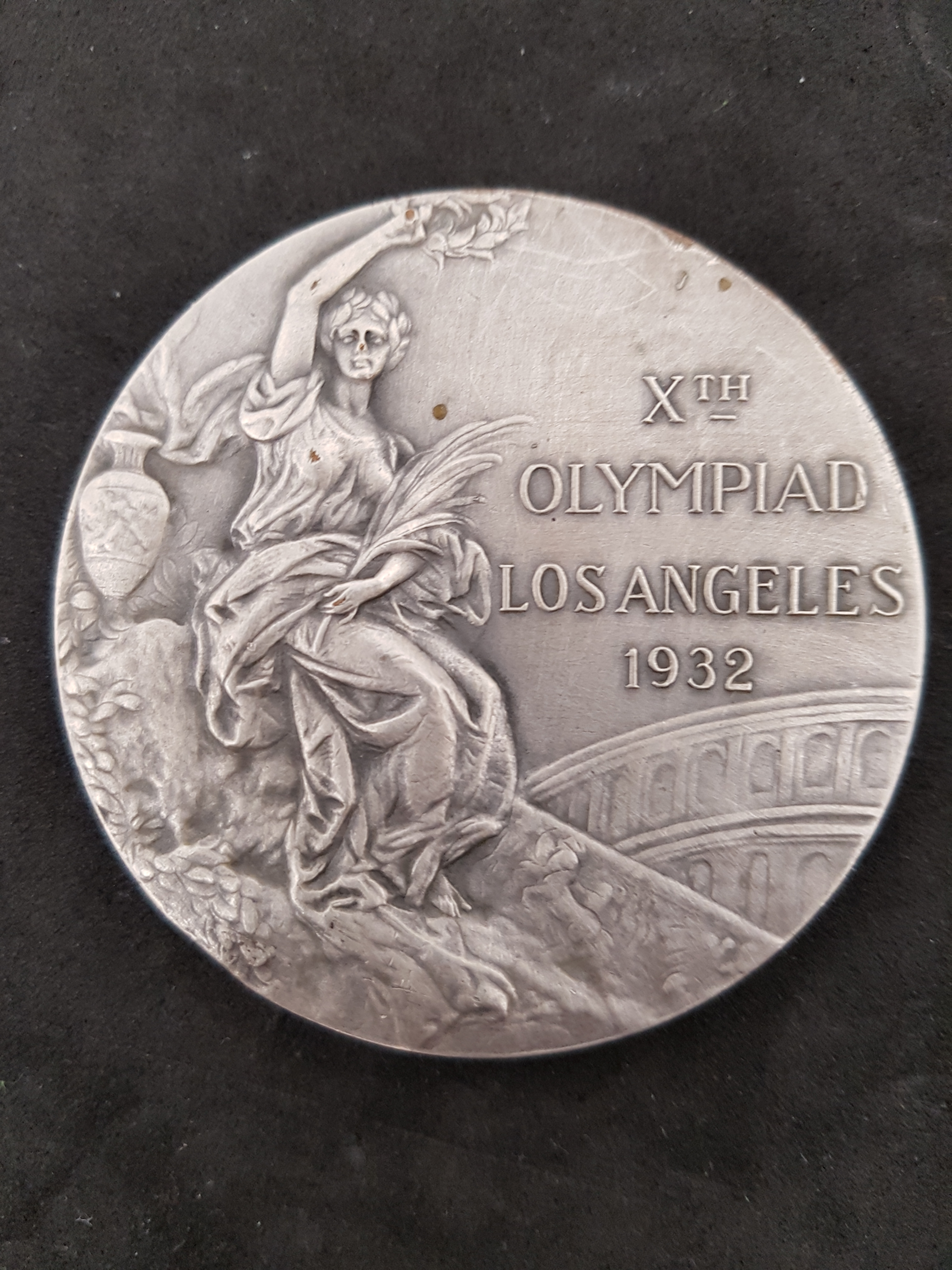
Medaglia d'argento dei Giochi olimpici di Los Angeles, 1932